# 23. Panzer-Division
23. Panzer -Division 'Eiffelturm Division' (tyska för eiffeltorn) var en tysk pansardivision under andra världskriget som bildades i september 1941 i Frankrike.
Divisionen blev flyttad till det södra området på östfronten i april 1942 och stannade där ända till 1944, då den drog sig tillbaka västerut, genom Polen mellan augusti och oktober 1944, Ungern mellan oktober 1944 och april 1945 och till sist Slovenien mellan april och maj tills den tog sig till Österrike i maj där divisionen utplånades av den Röda armén.